# Волинов Борис Валентинович
Волинов Борис Валентинович (рос. Борис Валентинович Волынов) — радянський космонавт першого набору ВПС. Двічі Герой Радянського Союзу.

## Біографія
Народився 18 грудня 1934 року в місті Іркутськ, РРФСР.
З 27 січня 1956 року служив льотчиком, а з 7 серпня 1957 року — старшим льотчиком 726-го винищувального авіаційного полку (ВАП) ППО 133-ї винищувальної авіаційної дивізії (ВАД) ППО Московського округу протиповітряної оборони в місті Ярославль.
З 14 лютого 1958 року до зарахування в загін космонавтів служив старшим льотчиком 147-го Гвардійського ВАП ППО 133-ї ВАД Московського округу протиповітряної оборони.
5 квітня 1961 року призначений на посаду космонавта і отримав кваліфікацію «космонавт ВПС».
14 березня 1966 року призначений на посаду космонавта 1-го загону 1-го ЦПК.
30 квітня 1969 року призначений командиром загону космонавтів і заступником начальника 2-го відділу (програма ОПС «Алмаз»), інструктором-космонавтом 1-го управління 1-го НДІ ЦПК.
10 лютого 1970 року призначений командиром загону слухачів-космонавтів. Керував підготовкою слухачів-космонавтів набору 1970 року.
З 30 квітня 1974 року інструктор-космонавт 2-го відділу 1-го управління.
30 березня 1976 року призначений заступником командира загону космонавтів, старшим інструктором-космонавтом (з 25 січня 1982 року — інструктор-космонавт-випробувач).
З 19 листопада 1983 року до відрахування з загону — командир загону космонавтів.
17 березня 1990 року наказом МО СРСР № 287 звільнений в запас за віком.
30 травня 1990 року наказом начальника ЦПК № 203 відрахований з загону космонавтів, виключений зі списків частини 31 травня 1990 року.

## Освіта
1952 року закінчив 10 класів середньої школи № 1 міста Прокоп'євськ Кемеровської області.
1953 року закінчив 24-у військову авіаційну школу початкового навчання льтчиків ВПС Приволзького ВО в місті Павлодар, Казахстан.
1955 року закінчив Сталінградське військове авіаційне училище льотчиків (ВАУЛ) ім. Червонопрапорного Сталінградського пролетаріату в Новосибірську.
З вересня 1961 по 6 січня 1968 року проходив підготовку на інженерному факультеті Військово-повітряної інженерної академії (ВПІА) імені М. Є. Жуковського і отримав кваліфікацію «льотчик-інженер-космонавт».
1980 року у ВПІА імені М. Є. Жуковського захистив дисертацію в галузі ергономіки КЛА і отримав ступінь кандидата технічних наук.

## Космічна підготовка
7 березня 1960 року наказом Головкома ВПС № 267 зарахований слухачем-космонавтом в загін космонавтів ЦПК ВПС.
З березня 1960 по квітень 1961 року пройшов загальнокосмічну підготовку (ЗКП) і 3 квітня 1961 року успішно здав випускні екзамени. 4 квітня 1961 року зарахований на посаду космонавта ЦПК ВПС.
З 30 вересня по 2 листопада 1961 року готувався до польоту на одиночному КК на КК «Восток-3» за програмою тридобового одиночного польоту в групі космонавтів. Політ скасовано через зміну програми.
З листопада 1961 по серпень 1962 року готувався до польоту за програмою групового польоту КК «Восток-3» і «Восток-4» в групі космонавтів.
З вересня 1962 по 25 травня 1963 року готувався до польоту дублером пілота КК «Восток-5» за програмою спільного польоту двох кораблів, один з яких мала пілотувати жінка-космонавт. Під час старту КК «Восток-5» 14 червня 1963 року був дублером пілота корабля.
З червня по вересень 1964 року готувався до польоту командиром екіпажу КК «Восход» спершу в групі космонавтів, а з липня 1964 року — в екіпажі разом з Борисом Єгоровим (якого потім змінив Олексій Сорокін) і Георгієм Катисом. Під час старту КК «Восход» 12 жовтня 1964 року був дублером командира корабля.
З 3 травня по грудень 1965 року готувався до польоту командиром основного екіпажу корабля «Восход-3» (ЗКВ № 6) для польоту за науковою програмою тривалістю 10-15 діб разом з Георгієм Катисом.
З грудня 1965 по травень 1966 року після перегляду програми польоту готувався до польоту командиром основного екіпажу КК «Восход-3» за військовою програмою, спочатку разом з Віктором Горбатко, а потім з Георгієм Шоніним. У травні 1966 політ скасований за кілька днів до старту, коли екіпаж вже прийняв корабель.
З вересня 1966 по 1967 рік теоретично готувався за програмою обльоту Місяця на КК Л-1 в групі космонавтів.
З червня 1967 року готувався за програмою «Стикування» командиром дублерного екіпажу активного корабля 7К-ОК.
З лютого по травень 1968 року готувався за програмою «Стикування» командиром першого (основного) екіпажу пасивного корабля 7К-ОК «Союз-2» разом з Олексієм Єлісеєвим і Євгеном Хруновим.
З серпня по жовтень 1968 року готувався командиром активного корабля за програмою автономного випробування КК «Союз» зі стикуванням з безпілотним кораблем в групі разом з Георгієм Береговим і Володимиром Шаталовим.
В листопаді — грудні 1968 року безпосередньо готувався до польоту командиром основного екіпажу пасивного КК «Союз-5» разом з Олексієм Єлісеєвим і Євгеном Хруновим.
- Перший політ: 3 доби 00 годин 54 хвилини 15 секунд. Позивний: «Байкал-1».

З 15 по 18 січня 1969 року командиром КК «Союз-5». Стартував разом з Єлісеєвим і Хруновим, які після першого у світі стикування двох пілотованих кораблів перейшли через відкритий космос в КК «Союз-4» (командир — Шаталов). Посадку здійснював самотужки.
При поверненні на Землю СА не відокремився від ПАВ, корабель знижувався в аварійному режимі за балістичною траєкторією з обертанням в усіх напрямках. Приземлився не долетівши до вирахуваної точки 600 км.
З 1971 року готувався за програмою «Алмаз» спершу в групі, а потім з листопада 1971 по квітень 1972 року — в умовному екіпажі спільно з Хруновим.
З 11 вересня 1972 по лютий 1973 року готувався до польоту на ОПС-101 «Алмаз» («Салют-2») командиром другого (дублерного) екіпажу за програмою першої експедиції спільно з Віталієм Жолобовим. Політ скасований через розгерметизацію ОПС «Алмаз» на орбіті в квітні 1973 року.
З 13 серпня 1973 по червень 1974 року готувався до польоту ОПС-101-2 «Алмаз» («Салют-3») командиром другого (дублерного) екіпажу першої експедиції спільно з Віталієм Жолобовим. Під час запуску КК «Союз-14» 3 липня 1974 року був дублером командира корабля.
З липня по серпень 1974 року готувався в режимі підтримки тренованості командиром екіпажу за програмою другої експедиції на ОПС-101-2 «Алмаз» («Салют-3»). У вересні–грудні 1974 року готувався за програмою «Алмаз» на базі ЦКБМ.
З січня 1975 по червень 1976 року готувався до польоту на ОПС-103 «Алмаз» («Салют-5») командиром основного екіпажу за програмою першої експедиції спільно з Віталієм Жолобовим.
- Другий політ: 49 діб 06 годин 23 хвилини 32 секунди. Позивний: «Байкал-1».

З 6 липня по 24 серпня 1976 року командиром корабля «Союз-21» і першої основної експедиції (ЕО-1) на ОПС «Алмаз» («Салют-5») разом з Віталієм Жолобовим.
На станції виникли проблеми і політ припинився достроково.

### Військові звання
- Лейтенант (29.11.1955).
- Старший лейтенант (14.03.1958).
- Капітан (09.05.1960).
- Майор (10.09.1962).
- Підполковник (15.03.1965).
- Полковник (15.01.1969), з 17.03.1990 — полковник запасу.

### Почесні звання
Двічі Герой Радянського Союзу (1969, 1976).
Льотчик-космонавт СРСР (1969).

### Класність
Військовий льотчик 3-го класу (13.02.1959).
Інструктор парашутно-десантної підготовки (ПДП) ВПС (10.11.1960).
Космонавт 3-го класу (23.01.1969).
Космонавт 2-го класу (01.09.1976).

## Нагороди
Дві медалі «Золота Зірка» Героя Радянського Союзу, два ордени Леніна (1969, 1976), орден Червоної Зірки (1961), орден «За службу Батіківщині у Збройних Силах СРСР» III ступеня (1990), орден «За заслуги перед Вітчизною» IV ступеня (2 березня 2000), медаль «За отличие в охороні державного кордону» (1977, за виконання програми польоту на орбітальній станції «Салют-5») і десять ювілейних медалей.
Орден Державного Прапора КНДР (1973), медаль «25 років народної влади» (НРБ, 1969), медаль «За зміцнення братства по зброї» (НРБ), медаль «100-ліття падіння Османського гніту» (НРБ), знак «Братство по зброї» (ПНР), медаль Куби.